# Pentaceratops
Pentaceratops („Fünfhorn-Gesicht“) ist eine Gattung von Vogelbeckensauriern aus der Gruppe der Ceratopsidae innerhalb der Ceratopsia. Fossile Zeugnisse der Gattung stammen aus der Oberkreide des westlichen Nordamerika.

## Merkmale

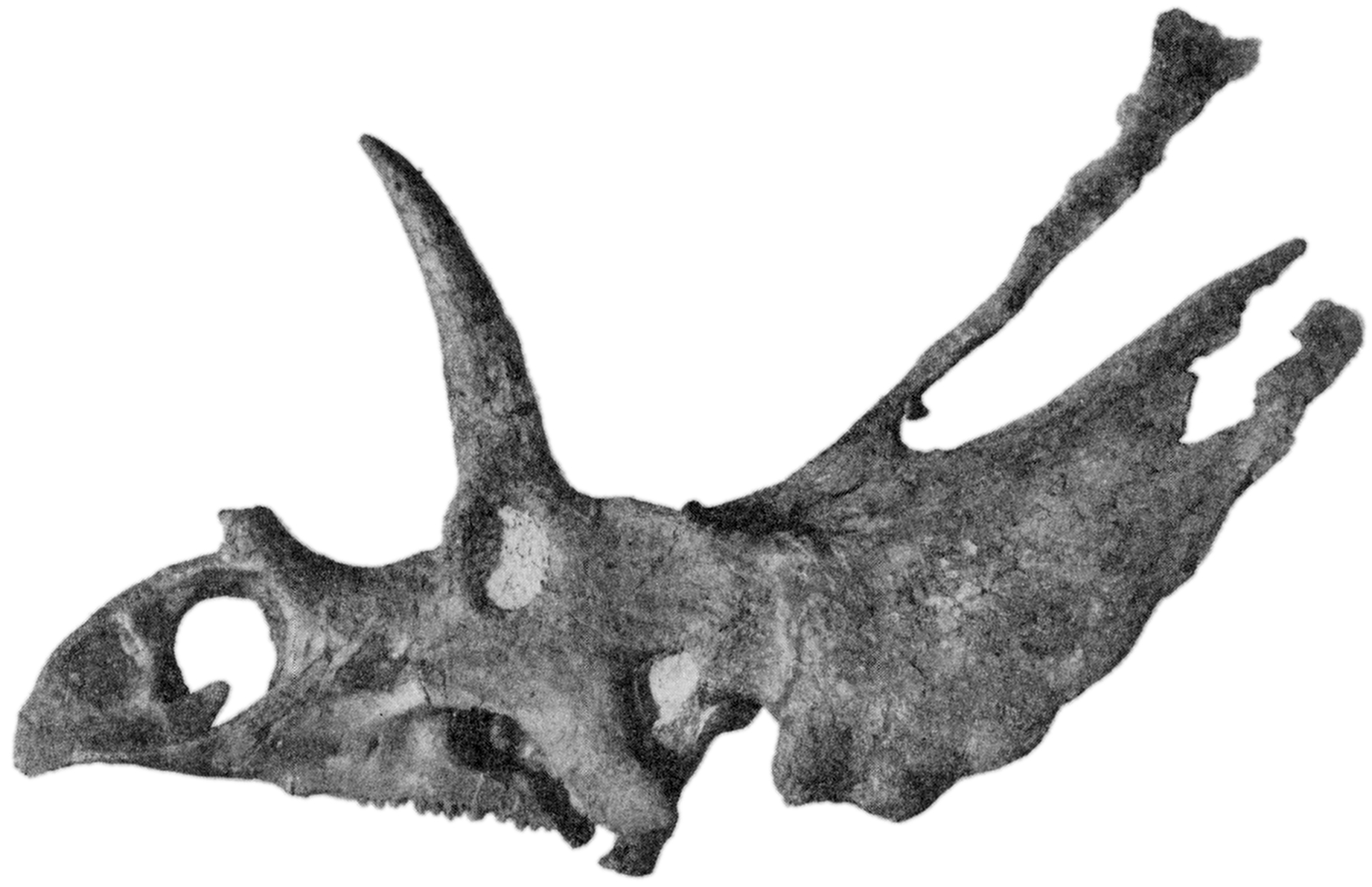
Schädel des Holotypus (AMNH 6325) von P. sternbergii mit noch teilweise anhaftender Gesteinsmatrix. Foto aus Osborns Erstbeschreibung von 1923.

Pentaceratops erreichte eine Körperlänge von 7 bis 7,5 Metern, eine Höhe von etwa 2,5 Metern und ein geschätztes Gewicht von bis zu 5 Tonnen. Er war damit einer der größten Vertreter der Ceratopsidae. Er hatte wie andere Vertreter dieser Gruppe einen massigen Körper, der von vier kräftigen Beinen getragen wurde. Die Hinterbeine waren deutlich länger als die Vorderbeine, dieser Dinosaurier bewegte sich wie alle Ceratopsiden quadruped (vierbeinig) fort. Sein Schwanz war kürzer als bei den verwandten Gattungen.
Der Schädel von Pentaceratops war wuchtig und massiv, er erreichte einschließlich des Nackenschilds eine Länge von über 2 Metern, was einen der längsten bekannten Schädel aller landbewohnenden Tiere darstellt. Die Schnauze war zugespitzt, sie wurde aus dem Rostralknochen (vor dem Oberkiefer) und dem Praedentale (vor dem Unterkiefer) gebildet. Die Bezahnung setzte sich aus Zahnbatterien zusammen, das sind in Reihen angeordnete Zähne, die bei Abnutzung durch den nachfolgenden Zahn ersetzt wurden. Die Okklusionsflächen des Gebisses standen annähernd senkrecht.
Auf dem Nasenbein saß ein kleines Horn, zwei weitere Hörner befanden sich über den Augen. Die Wangenregion war ausladend und breit, sodass der Schädel zusammen mit der spitzen Schnauze von oben eine annähernd dreieckige Form besaß. Das Epijugale, ein Schädelknochen, bildete auf jeder Seite ein auffälliges Wangenhorn. Der für die Ceratopsidae typische Nackenschild war aus dem Scheitel- und dem Schuppenbein gebildet. Er war sehr lang und mit großen, paarigen Öffnungen versehen. Der äußere Rand des Schilds war mit noppenförmigen Verknöcherungen bedeckt, die Epoccipitalia genannt werden.

## Paläobiologie

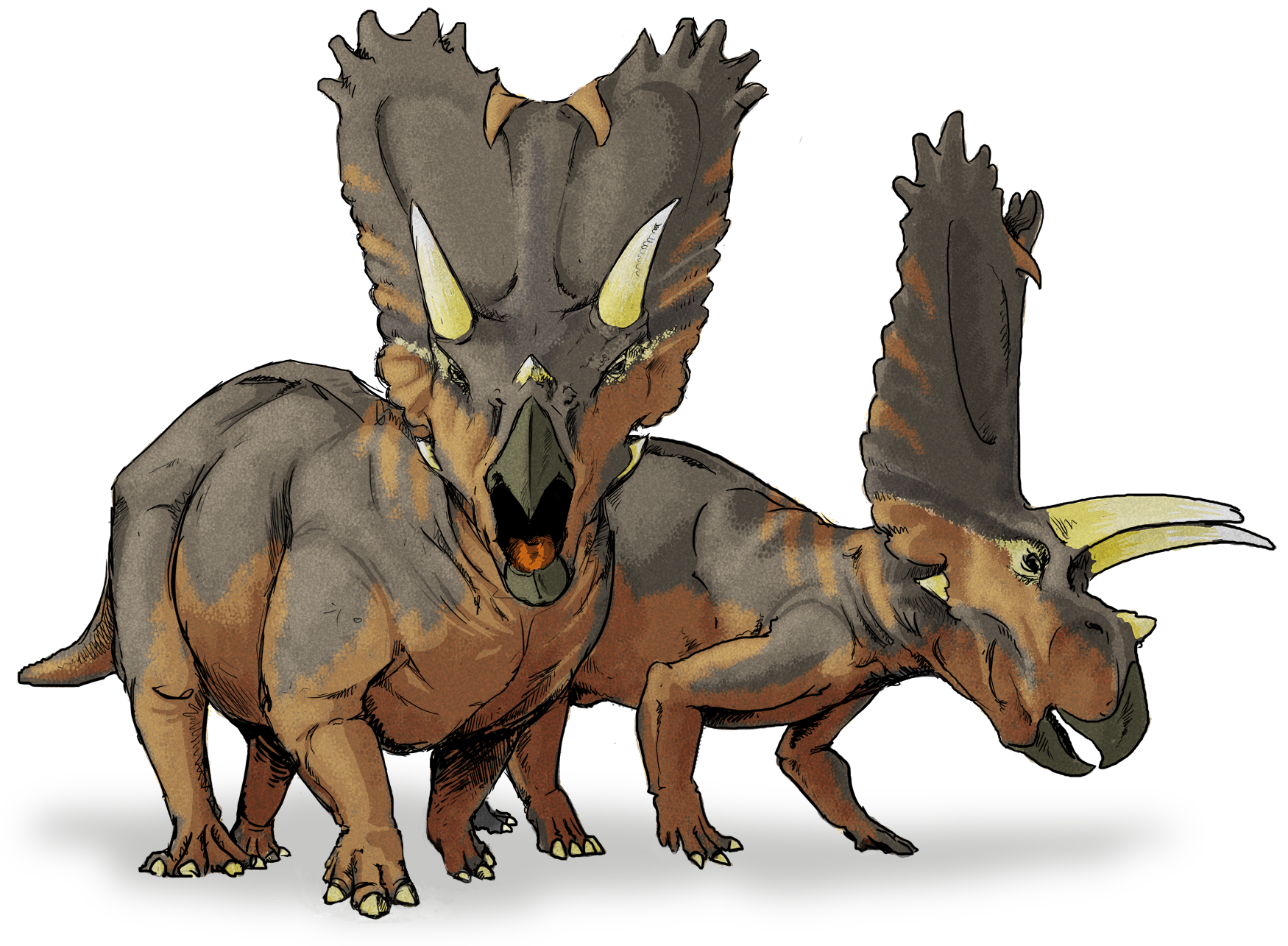
Lebendrekonstruktion von Pentaceratops

Im Gegensatz zu verwandten Arten wurden von Pentaceratops keine bone beds („Knochenlager“) gefunden, bei denen die Fossilien zahlreicher Tiere beieinander lagen. Rückschlüsse auf das Sozialverhalten und ein eventuelles Leben in Herden sind daher aus dem Fossilbericht nicht möglich.
Hörner und Nackenschilde der Ceratopsidae werden häufig mit der Verteidigung gegen Fressfeinde in Zusammenhang gebracht. Die kleinen Schildrandhörner und die Wangenhörner dürften jedoch nicht sehr gut für Verteidigungszwecke geeignet gewesen sein. Auch war der Nackenschild zu dünn, um ein Schutz vor Nackenbissen zu sein. Nach heutiger Sichtweise diente der Kopfschmuck vorrangig der Identifikation der einzelnen Arten sowie der Interaktion mit Artgenossen – entweder durch Zurschaustellung, Drohgebärden oder auch in Kämpfen. Dabei ging es möglicherweise um Reviergrenzen oder Paarungsvorrechte.
Die Zahnbatterien von Pentaceratops mit den senkrechten Okklusionsflächen waren für eine schneidende, nicht aber mahlende Bewegung ausgerichtet. Die zugespitzte Schnauze ist Anzeichen für eine Fähigkeit zur selektiven Nahrungsaufnahme, der Bau des Unterkiefers deutet auf eine hohe Beißkraft hin. Wahrscheinlich ernährte sich dieser Dinosaurier von harten, faserigen Pflanzen.

## Entdeckung und Benennung
Die fossilen Überreste von Pentaceratops wurden im US-Bundesstaat New Mexico gefunden und von Henry Fairfield Osborn 1923 erstbeschrieben. Der Gattungsname leitet sich von den griechischen Wörtern penta/πέντα (=„fünf“), keras/κέρας (=„Horn“) und -ops/ωψ (=„Gesicht“) ab und spielt auf das Nasenhorn, die zwei Überaugenhörner und die zwei Wangenhörner an.
Typusart war P. sternbergii, eine zweite, 1930 beschriebene Art (P. fenestratus) gilt heute als Synonym von P. sternbergii. Das Artepitheton ehrt Charles H. Sternberg, einen bedeutenden Amateurpaläontologen und Entdecker in den Fossilablagerungen im Westen Nordamerikas. Insgesamt sind neun zumindest teilweise erhaltene Schädel sowie ein vollständiges und mehrere Teilskelette gefunden worden. Die Funde werden in die Oberkreide (spätes Campanium bis frühes Maastrichtium) auf ein Alter von 76 bis 69 Millionen Jahre datiert.
2014 wurde eine zweite Art beschrieben, Pentaceratops aquilonius aus dem oberen Campanium von Alberta. Sie ist kleiner und unterscheidet sich in der Form des Nackenschilds und der Anordnung der Verknöcherungen am äußeren Rand des Schilds von P. sternbergii.

## Systematik
Pentaceratops wird innerhalb der Ceratopsidae in die Chasmosaurinae eingeordnet, die durch einen meist langen Nackenschild und lange Überaugenhörner charakterisiert waren. Seine nächsten Verwandten sind Chasmosaurus und Agujaceratops, mit denen er eine Klade basaler Chasmosaurinae bildet.